# Macphersonita
La macphersonita és un mineral de la classe dels carbonats. Anomenada per A. Livingstone i H. Sarp l'any 1984 en honor de Gordon MacPherson, del Reial Museu Escocès. És polimorf de la leadhil·lita i la susannita.

## Característiques
La macphersonita és un carbonat de fórmula química Pb₄(CO₃)₂(SO₄)(OH)₂. Cristal·litza en el sistema ortoròmbic. La seva duresa a l'escala de Mohs és 2,5 a 3. Segons la classificació de Nickel-Strunz, la macphersonitapertany a «05.BF - Carbonats amb anions addicionals, sense H₂O, amb (Cl), SO₄, PO₄, TeO₃» juntament amb els següents minerals: ferrotiquita, manganotiquita, northupita, tiquita, bonshtedtita, bradleyita, crawfordita, sidorenkita, daqingshanita-(Ce), mineevita-(Y), reederita-(Y), filolitita, leadhil·lita, brianyoungita  i susannita.

## Formació i jaciments
Ha estat descrita a Europa, Angola i els Estats Units. Es troba generalment com a polimorf de la leadhil·lita i la susannita.